# Madagaskarslangenarend
De madagaskarslangenarend (Eutriorchis astur) is een roofvogel uit de familie havikachtigen (Accipitridae) uit het monotypische geslacht Eutriorchis. De vogel werd in 1875 door Richard Bowdler Sharpe geldig beschreven en in dezezelfde publicatie afgebeeld door John Gerrard Keulemans. Het is een zeldame en bedreigde endemische vogelsoort uit Madagaskar.

## Kenmerken
De madagaskarslangenarend is 57 tot 66 cm lang en de spanwijdte is 90 tot 110 cm. Het is daarmee een middelgrote roofvogel met een lange afgeronde staart en korte, eveneens ronde vleugels. Van boven is de vogel donkergrijs en op de buik en borst is het verenkleed lichter grijs met horizontale strepen.

## Verspreiding en leefgebied
De madagaskarslangenarend is een weinig opvallende bewoner van de regenwouden van Madagaskar. Uit veldonderzoek na 1995 bleek dat deze roofvogel minder zeldzaam was en op meer plaatsen op Madagaskar (in geschikt habitat) voorkwam. Het leefgebied bestaat uit regenwoud in laagland en middengebergte. De vogel verlaat zelden het bos en jaagt laag boven de boomkronen en is daarom lastig waar te nemen. Reptielen zoals hagedissen en kameleons vormen zijn belangrijkste prooidieren.

## Status
De grootte van de populatie wordt geschat op 250 tot 1000 volwassen individuen. Dit is nog steeds zeer weinig, maar meer dan vóór 2000 werd gedacht, toen de madagaskarslangenarend de status ernstig bedreigd had. Omdat versnippering en vernietiging van het leefgebied door ontbossing en de aanleg van infrastructuur nog steeds doorgaan, staat de madagaskarslangenarend als bedreigd op de Rode Lijst van de IUCN.